# Proprioseiopsis
Proprioseiopsis är ett släkte av spindeldjur. Proprioseiopsis ingår i familjen Phytoseiidae.

## Dottertaxa tillProprioseiopsis, i alfabetisk ordning[1]
- Proprioseiopsis acalyphae
- Proprioseiopsis acapius
- Proprioseiopsis amotus
- Proprioseiopsis amplus
- Proprioseiopsis antonellii
- Proprioseiopsis arunachalensis
- Proprioseiopsis asetus
- Proprioseiopsis athiasae
- Proprioseiopsis atrichos
- Proprioseiopsis badryi
- Proprioseiopsis basis
- Proprioseiopsis bay
- Proprioseiopsis beatus
- Proprioseiopsis belizensis
- Proprioseiopsis biologicus
- Proprioseiopsis bordjelaini
- Proprioseiopsis borealis
- Proprioseiopsis brachydactylus
- Proprioseiopsis bregetovae
- Proprioseiopsis bremaensis
- Proprioseiopsis bulga
- Proprioseiopsis cabonus
- Proprioseiopsis caliensis
- Proprioseiopsis campanulus
- Proprioseiopsis cannaensis
- Proprioseiopsis carolinianus
- Proprioseiopsis catinus
- Proprioseiopsis cephaeli
- Proprioseiopsis chilosus
- Proprioseiopsis circulus
- Proprioseiopsis citri
- Proprioseiopsis clausae
- Proprioseiopsis coniferus
- Proprioseiopsis dacus
- Proprioseiopsis dentatus
- Proprioseiopsis detritus
- Proprioseiopsis dominigos
- Proprioseiopsis donchanti
- Proprioseiopsis edbakeri
- Proprioseiopsis eurynotus
- Proprioseiopsis euscutatus
- Proprioseiopsis exitus
- Proprioseiopsis exopodalis
- Proprioseiopsis farallonicus
- Proprioseiopsis ferratus
- Proprioseiopsis fragariae
- Proprioseiopsis gallus
- Proprioseiopsis gelikmani
- Proprioseiopsis genitalis
- Proprioseiopsis gerezianus
- Proprioseiopsis globosus
- Proprioseiopsis grovesae
- Proprioseiopsis hudsonianus
- Proprioseiopsis imitopeltatus
- Proprioseiopsis inflatus
- Proprioseiopsis involutus
- Proprioseiopsis iorgius
- Proprioseiopsis iphiformis
- Proprioseiopsis isocaudarum
- Proprioseiopsis jasmini
- Proprioseiopsis jugortus
- Proprioseiopsis kadii
- Proprioseiopsis keralensis
- Proprioseiopsis kogi
- Proprioseiopsis latocavi
- Proprioseiopsis latoscutatus
- Proprioseiopsis lenis
- Proprioseiopsis lepidus
- Proprioseiopsis levani
- Proprioseiopsis lichenis
- Proprioseiopsis lineatus
- Proprioseiopsis marginatus
- Proprioseiopsis marrubiae
- Proprioseiopsis mauiensis
- Proprioseiopsis messor
- Proprioseiopsis mexicanus
- Proprioseiopsis miconiae
- Proprioseiopsis missouriensis
- Proprioseiopsis mumaellus
- Proprioseiopsis murteri
- Proprioseiopsis nemotoi
- Proprioseiopsis neomexicanus
- Proprioseiopsis neotropicus
- Proprioseiopsis oblatus
- Proprioseiopsis okanagensis
- Proprioseiopsis oregonensis
- Proprioseiopsis ovatus
- Proprioseiopsis ovicinctus
- Proprioseiopsis pascuus
- Proprioseiopsis patellae
- Proprioseiopsis penai
- Proprioseiopsis pentagonalis
- Proprioseiopsis pentagonus
- Proprioseiopsis peruvianus
- Proprioseiopsis phaseoloides
- Proprioseiopsis pocillatus
- Proprioseiopsis poculus
- Proprioseiopsis praeanalis
- Proprioseiopsis precipitans
- Proprioseiopsis pubes
- Proprioseiopsis putmani
- Proprioseiopsis putrephilus
- Proprioseiopsis reventus
- Proprioseiopsis rosellus
- Proprioseiopsis rotundus
- Proprioseiopsis sandersi
- Proprioseiopsis sarraceniae
- Proprioseiopsis scurra
- Proprioseiopsis septus
- Proprioseiopsis sexsetosus
- Proprioseiopsis sharkiensis
- Proprioseiopsis sharovi
- Proprioseiopsis sororculus
- Proprioseiopsis synachattiensis
- Proprioseiopsis temperellus
- Proprioseiopsis temperus
- Proprioseiopsis tenax
- Proprioseiopsis terrestris
- Proprioseiopsis trilobae
- Proprioseiopsis tropicanus
- Proprioseiopsis tubulus
- Proprioseiopsis tulearensis
- Proprioseiopsis umidus
- Proprioseiopsis variocaudarum
- Proprioseiopsis weintraubi
- Proprioseiopsis vulgaris